# Лінда Євангеліста
Лі́нда Євангелі́ста (англ. Linda Evangelista; нар. 10 травня 1965 року, Сент-Катарінс, Канада) — канадська топ-модель першого покоління, акторка та СНІД-активістка італійського походження. З'явилась на обкладинках понад 600 журналів. Рекордсменка появ на обкладинці італійської версії журналу «Vogue».

## Біографія
Народилась 
10 травня 1965 у Сент-Катарінсі в сім'ї італійських емігрантів. Двоюрідна сестра Лінди — американська акторка Крістін Євангеліста.
У 22 роки одружилася з директором європейського відділу Elite Model Management Джеральдом Мері. Шлюб тривав з 1987 по 1993. Після розриву 6 років зустрічалась з Кайлом Меклекленом. Через запалення яєчників вона втратила вагітність, після чого стосунки розладналися.
1999 року завагітніла від французького футболіста Фаб'єна Бартеза. На 6-му місяці перенесла мертвонародження. Пара розлучилася, і згодом Євангеліста на кілька років залишила кар'єру, щоб відновитися.
11 жовтня 2006 року народила сина Августина Джеймса, відмовившись називати ім'я біологічного батька. Під час вагітності, у серпні 2006, з'явилась на обкладинці «Vogue». У кінці червня 2011 року Євангеліста подала документи до суду, які мали б підтвердити, що батько її сина Франсуа-Анрі Піно, на той час чоловік Сальми Гаєк. Після кількох засідань суду Євангеліста офіційно подала документи на аліменти в сумі $46 000 щомісяця. Повідомлялося, що якщо суд задовольнить позов, це будуть найбільші аліменти в історії. Суд розпочався 3 травня 2012 року. 7 травня Євангеліста та Піно досягли угоди поза судом.

## Кар'єра
Після навчання Євангеліста переїхала до Нью-Йорка, де підписала контракт з «Elite Model Management». Після цього для продовження кар'єри переїхала до Парижа.
2007 року підписала багаторічний ексклюзивний контракт з косметичною компанією «L'Oreal Paris». Пзініше були підписані контракти з «DNA Model Management» у Нью-Йорку та «Models 1» у Лондоні.
У червні 2010 року «New York Post» написала про те, що Євангеліста буде новим обличчям «Talbots».